# MAI-MetaOPAC Azalai
MAI-MetaOPAC Azalai è un MetaOPAC italiano che interroga un grande numero di cataloghi informatizzati nazionali. Il servizio MAI, temporaneamente sospeso dal 1 luglio 2015, è stato riattivato il 14 marzo 2017. Chiuso definitivamente l'11.01.2023

## Storia
Il CINECA dal 1997 ha fornito gratuitamente le infrastrutture e le competenze tecnologiche, per poi dismettere i server che ospitavano il servizio. L'Associazione Italiana Biblioteche  ha dichiarato che sono in corso le trattative con l'ente che studia la possibilità di erogare nuovamente il servizio. Il comitato esecutivo nazionale dell'Associazione Italiana Biblioteche si impegna a ripristinarlo in tempi brevi.

## Funzione
MAI-MetaOPAC Azalai è un MetaOPAC  che esegue l’interrogazione su un alto numero di cataloghi nazionali contemporaneamente. L'Associazione Italiana Biblioteche consiglia di ricercare documenti posseduti da poche biblioteche, poiché attraverso il MAI, la ricerca di un documento comune risulterebbe scomoda da esaminare per l’alto numero di risultati.

## Modalità di ricerca

### Ricerca selettiva
Permette di effettuare la ricerca su un numero di cataloghi selezionati. Dopo aver specificato i parametri di ricerca,i cataloghi possono essere interrogati in maniera diretta, oppure selezionati singolarmente.

#### Selezionare la copertura geografica
È possibile specificare l'ubicazione delle biblioteche che interessano a livello provinciale, regionale e comunale.
I cataloghi collettivi sono selezionati in base all'ubicazione delle diverse biblioteche e in tal modo cataloghi con biblioteche ubicate in più comuni saranno considerati a copertura provinciale;quelli con biblioteche in più province saranno a copertura regionale e infine quelli con biblioteche in più regioni saranno considerati a copertura nazionale. In questo modo un catalogo che comprende biblioteche situate a Torino e Vercelli potrà essere visualizzato sotto il livello regionale Piemonte.

#### Selezionare la tipologia di biblioteca
Attraverso il MAI è possibile specificare e selezionare il tipo di biblioteca alla quale si è interessati:
- pubblica
- statale
- ecclesiastica
- scolastica
- universitaria
- di enti di ricerca (come CNR e altri istituti e fondazioni)
- altre (non rientranti nelle categorie precedenti)

#### Selezionare il tipo di documento
È possibile indicare il tipo di documento alla quale si è interessati attraverso il riquadro con sfondo color beige: monografie, periodici. I cataloghi che avranno tra i risultati entrambe le tipologie di documento, verranno visualizzati in tutti i casi.

### Ricerca per regione
Permette di ricercare i cataloghi di una singola regione nazionale (compresi quelli provinciali e comunali).

### Ricerca globale
Permette di consultare tutti i cataloghi presenti e connessi al MAI senza limitazioni( vi è la possibilità di specificare la tipologia di documento).Può risultare efficace per la ricerca di quei documenti più difficili da reperire.
Nella ricerca globale è possibile interrogare il campo Titolo per tutti i cataloghi connessi al MAI. La ricerca negli altri campi (soggetto, autore, ISBN/ISSN, classificazione Dewey ecc.) funziona solo per quei cataloghi che hanno a disposizione il campo selezionato.